# Stofzuiger
Een stofzuiger is een apparaat dat huisstof en kleine deeltjes opzuigt. Meestal zit er een sterke elektromotor in, die een centrifugaalpomp laat ronddraaien, zodat lucht en daarmee stof aangezogen wordt. Het stof kan opgevangen worden in een stofzak, of van binnen tegen de buitenkant van een ronde bak geslingerd worden, zodat geen stofzak nodig is.

## Geschiedenis

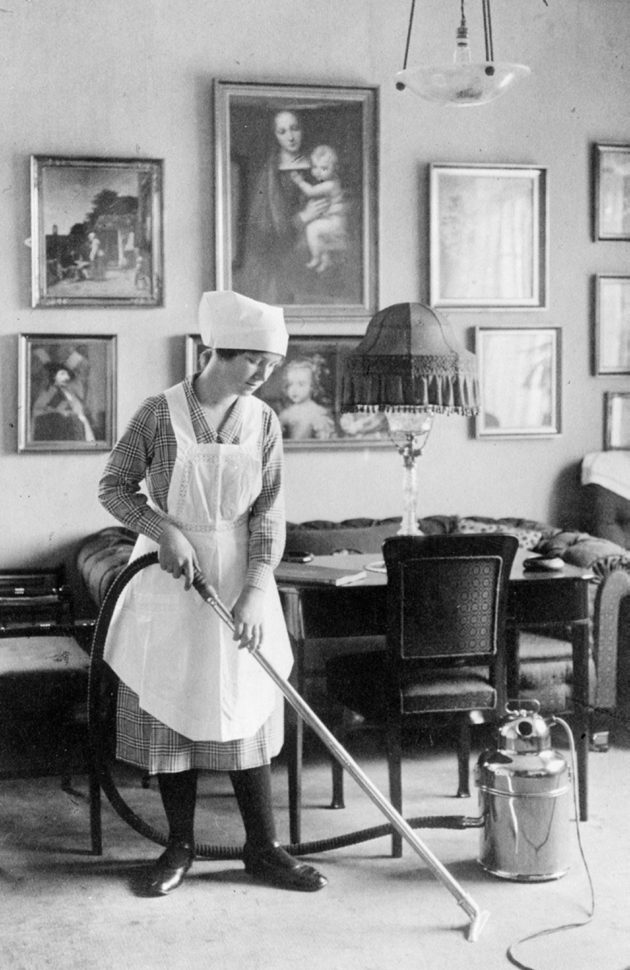
Stofzuigend dienstmeisje in 1912 (de stofzuiger is een Fisker & Nielsen, thans Nilfisk)

Voordat de elektrische stofzuiger werd ontwikkeld, bestonden er al mechanische stofzuigers die een balg of een pomp bezaten, die door middel van handkracht werkten. Rond 1900 werd de elektrische stofzuiger uitgevonden, maar tot 1960 had nog lang niet iedereen zo'n apparaat. De tapijten werden meestal geveegd of buiten uitgeklopt met de mattenklopper.

### Hubert Booth en de Booth Machine
De ingenieur Hubert Booth (1871-1955) vond het raar dat mensen, terwijl ze hun kamer schoonmaakten, alleen maar keken naar hoe ze het vuil weg konden blazen. Waarom zouden ze het stof niet opzuigen en gelijk in een zak opvangen bedacht hij. In 1901 maakte hij de eerste stofzuiger, de Booth Machine; deze was met 50 kilogram erg zwaar. De machines waren gemonteerd op wagentjes en werden getrokken door paarden. Zo ging de Booth Machine langs de huizen om die schoon te maken. Het apparaat bleef buiten staan en de metalen slangen werden langs de trap of door ramen naar de kamer gebracht die schoongemaakt moest worden. Eén persoon bediende de motor en een andere stofzuigde de vloeren en tapijten. Stofzuigen was kostbaar en alleen bedrijven en rijke mensen konden het betalen. De eerste keer dat het publiek kennismaakte met de stofzuiger van Hubert Booth was op 25 februari 1902. Op die dag was de kroning van Edward VII en Booth stofzuigde daarvoor de tapijten.

### De stofzuigers na de Booth Machine
De eerste 'lichtgewicht’ stofzuiger werd gemaakt door de Amerikaanse Hoover Suction Sweeper Company. Dat was in 1907 en het apparaat werd hoover genoemd, hij woog nog maar 20 kilogram. De stofzuigers werden niet veel verkocht. Daarom besloot de Hoover Suction Sweeper Company demonstraties aan huis te geven. Dat was een slimme manier om iemand van de voordelen van een tot nog toe weinig bekend product te overtuigen. De stofzuiger werd nu ook in Europa bekender. Later in de 20e eeuw kwamen er ook kleinere stofzuigers op de Amerikaanse en Europese markt. Daardoor werd in Nederland en België de stofzuiger in de jaren dertig heel erg populair. In 1938 had de helft van de Nederlandse huishoudens er een. In Nederland waren verhoudingsgewijs meer stofzuigers dan in Amerika.
Voordat de elektrische stofzuiger werd uitgevonden, werd er al veel uitgeprobeerd met andere machines. Ives W. McGaffey uit Chicago ontwierp in 1869 een apparaat waarmee je dingen kon opzuigen door regelmatig in een leren bal aan het handvat te knijpen. Dit apparaat bedienen kostte veel menskracht. Je moest met je ene hand in de leren bal knijpen en met je andere hand het grote, zware ding verplaatsen. Die twee bewegingen kon je moeilijk tegelijk uitvoeren en daarom werd deze stofzuiger nooit populair.

## Motor
De motor van een stofzuiger is een gelijkstroommotor ofwel seriemotor. Als het mondstuk van de stofzuiger afgesloten wordt, zodat geen lucht meer aangezogen kan worden, gaat het toerental van de motor omhoog. Dit is ook te horen, omdat het geluid dat de motor maakt hoger wordt. Dit lijkt op het eerste zicht niet logisch, in de veronderstelling dat motor het 'zwaarder' heeft en dus zou het toerental omlaag moeten gaan. Maar omdat de motor zichzelf vacuüm zuigt, ondervindt de centrifugaalpomp minder weerstand omdat er minder lucht is hierdoor is de motor dus minder belast. En dus gaat het toerental omhoog. En het energieverbruik omlaag omdat de motorstroom ook mindert, wat ook op het eerste zicht onlogisch lijkt. Hierdoor wordt de motor wel warmer omdat er minder koude lucht voorbij de motor komt stromen om te koelen. Afsluiten van het mondstuk kan dus leiden tot het te warm worden van de motor. Moderne stofzuigers hebben hier een thermische beveiliging voor zodat de motor niet direct doorbrandt maar uitgaat om af te koelen.

## Varianten
Van oudsher zijn er twee veel voorkomende modellen: de liggende of sledestofzuiger, waarbij de lucht door een lange slang wordt aangezogen, en de steelstofzuiger (ook wel staande stofzuiger genoemd), waarbij de lucht door een korte buis wordt aangezogen. Daarnaast zijn in de loop der tijd velerlei varianten op de markt gekomen.

### Sledestofzuiger
Bij de sledestofzuiger bevindt de stofzuigerzak, die het vuil uit de zuiglucht filtert, zich voor de waaier en de motor. Het opgezogen stof blijft in het filter terwijl de gezuiverde lucht over de motor wordt geleid - die aldus afgekoeld wordt. Na een langdurig gebruik stapelt zich meer en meer stof op in de stofzak. De ventilator moet de lucht opzuigen door deze stofmassa heen. De te overwinnen luchtweerstand wordt dus steeds groter. Voor een goede werking is het daarom bij dit model aan te raden de stofzak geregeld te ledigen of te vervangen. Vermogen dat nodig is voor een motor van dit type is omtrent 400 watt. De verplaatste luchthoeveelheid schommelt tussen 1000 en 1200 liter per minuut.

### Steelstofzuiger
Stofzuigen met een steelstofzuiger is lastiger dan met een gewone stofzuiger, dit komt doordat je het volle gewicht van de steelstofzuiger moet voorttrekken. Daarom is de steelstofzuiger het aangewezen apparaat voor kleine oppervlakten. De steelstofzuiger is gemakkelijk op te bergen doordat hij weinig plaats inneemt. Ze kunnen een lang snoer hebben, maar ze kunnen ook draadloos zijn met een oplaadbare accu. Hiermee kan gemakkelijk op moeilijk bereikbare plekken worden gezogen.

### Klopveegzuiger
De zuigmond van de klopveegzuiger heeft een ronddraaiende rol met borstels die het tapijt schoon klopt. De veelal gebruikte combinatie van sledestofzuiger of steelstofzuiger met dit systeem laat een diepere reiniging toe met een gereduceerd vermogen. Een pionier op dit vlak met langjarige ervaring is de firma Vorwerk. De Duitse en Italiaanse markt is lange tijd gedomineerd geweest door deze zuiger, die tot op heden via demonstraties aan huis wordt verkocht.

### Kruimelzuiger
Een kruimelzuiger of kruimeldief is een klein apparaat dat in de hand kan worden gehouden. Het apparaat wordt gebruikt om broodkruimels of ander klein vuil op te zuigen. De kruimelzuiger wordt opgeladen door hem in de lader te steken die doorgaans aan de muur bevestigd wordt en verbonden is met een stopcontact.

### Handstofzuiger
De handstofzuiger is iets groter dan de kruimelzuiger. Dit apparaat kan aangesloten worden op de accu in de auto of de USB-poort van een computer. Door de geringe afmetingen is hij geschikt voor gebruik in kleine ruimtes. Voor het opzuigen van toner van printers bestaan er handstofzuigers met een speciaal filter, waarin de toner kan worden opgevangen.

### Zakloze stofzuiger
Stofzuigers zonder papieren stofzak. Deze werken volgens het principe van cycloonscheiding, zoals onder andere de stofzuiger van James Dyson. Naast Dyson zijn er meerdere fabrikanten die zakloze stofzuigers aanbieden. Cleveland's P.A. Geier Company heeft al in 1928 een patent gekregen op een cyclonische stofzuiger. Dit patent is in 1939 verkocht aan Health-Mor, die daarop in Ohio, Verenigde Staten de Filter Queen stofzuiger met cycloonscheiding op de markt bracht. Naast kostenbesparing zijn zakloze stofzuigers ook minder belastend voor het milieu. 

### Tonstofzuiger
De motor zuigt de lucht uit een ton terwijl het vuil daar in valt. Dit soort stofzuigers kan ook (beperkt) water opzuigen.

### Robotstofzuiger
Een robotstofzuiger zuigt zelfstandig de woonkamer. Via het uitzenden van ultrasone signalen en/of een camera gericht op het plafond, krijgt de stofzuiger een beeld van de grootte van de kamer, zijn positie in de ruimte en de afstand tot bepaald obstakels. Eerst wordt er rond de muren gestofzuigd en vervolgens wordt de woonkamer via zigzagbewegingen schoongemaakt of andersom. Draaiende hoekborstels zorgen voor het verwijderen van vuil en stof in de hoeken. Vierkante robotstofzuigers komen dan ook beter in de hoeken dan ronde. Deze stofzuigers werken op een accu, waardoor de zuigkracht niet al te sterk is. Sommige robotstofzuigers hebben een turbo-stand om zand van de vloer en/of tapijt te reinigen, waarbij zij ook hun hoogte kunnen bijstellen bij hoogpolig tapijt of vloerbedekking. De meeste robotstofzuigers rijden na afloop zelfstandig naar hun basisstation om zich weer op te laden. Door gebruik te maken van Infrarode straling en sensoren (zoals bij televisie afstandsbedieningen) wordt het basisstation teruggevonden.

### Centraal stofzuigsysteem
Bij een centraal stofzuigsysteem staat de motor vast opgesteld in bijvoorbeeld de garage, berging of bijkeuken. Vanaf dit punt lopen pvc-leidingen naar verschillende stofzuigcontacten in het pand. Op deze stofzuigcontacten kan eenvoudig een slang worden aangekoppeld, waarbij via een schakelcontact van 24 volt in het stofzuigcontact de motor van de stofzuigunit automatisch wordt ingeschakeld. Zo kan er worden gestofzuigd zonder de zware stofzuiger mee te hoeven slepen en zonder geluidsoverlast. Middels een schuifregelaar op het handvat van de slang kan de stofzuigunit op afstand worden in- en uitgeschakeld en is het toerental van de motor traploos regelbaar. De zuigmond, -buis en -slang zijn meestal hetzelfde als bij een mobiele stofzuiger, alleen is de slang een stuk langer (7, 9 of 11 meter).
De retourlucht wordt naar buiten gevoerd. Bij de betere systemen geschiedt de stofafzuiging volledig filterloos, door middel van geavanceerde cycloontechnologie. Huisstofmijten en andere micro-organismen worden zo niet weer de woonruimte in geblazen. Dit is van belang voor mensen met een luchtwegaandoening, zoals astma.
Centrale stofzuigsystemen worden ook gebruikt in fabrieken en bedrijven. Ze hebben dan een aanzienlijk grotere opvangbak/zak, zijn robuuster en hebben een grotere zuigkracht. Dat maakt ze geschikt voor bijvoorbeeld splinters, kleine metalen voorwerpen, dampen of zeer fijn stof. Deze zuigsystemen zijn groter dan de huishoudelijke varianten en maken aanzienlijk meer lawaai. Ze kunnen gebruik maken van een stofslang, maar ook direct op een ruimte of machine zijn aangesloten. 

## Levensduur
De gemiddelde levensduur van een huishoudstofzuiger varieert sterk per merk en loopt van 2 tot en met 15 jaar afhankelijk van de lengte van de koolborstel in de motor.

## Hygiëne
Door de kracht van de motor blaast een gewone stofzuiger de allerkleinste stofdeeltjes weer uit. Dit kan bij mensen met allergie een probleem zijn, omdat juist pollen en allergenen in de lucht worden geblazen, terwijl die eerst rustig in het tapijt zaten. Zo zijn er door de tijd steeds meer filters bij gekomen, het zijn er vaak vier of vijf.
Een andere bron voor allergie is de huisstofmijt en de uitwerpselen daarvan. Met een gewone stofzuiger wordt echter maar een heel beperkt deel van de huisstofmijten uit een tapijt gezogen.

## EU-verordening
In juli 2013 vaardigde de Europese Commissie Verordening (EU) Nr. 666/2013 uit, gebaseerd op de richtlijn inzake ecologisch ontwerp, die eisen stelde aan stofzuigers om hun energie-efficiëntie en duurzaamheid te verbeteren. Volgens deze verordening mochten vanaf 1 september 2014 alleen stofzuigers met een maximaal stroomverbruik van 1600 watt worden verkocht. Vanaf 1 september 2017 werd deze grens verlaagd naar 900 watt. Daarnaast stelde de verordening ook eisen aan de stof- en geluidsemissie, en werden minimale waarden voor stofopname en duurzaamheid vastgelegd.
De maatregelen waren bedoeld om het energieverbruik van stofzuigers te verminderen, aangezien de trend naar steeds krachtigere apparaten leidde tot een aanzienlijke toename van het energieverbruik in huishoudens. De verordening heeft geleid tot een significante daling van het gemiddelde energieverbruik van stofzuigers, wat bijdraagt aan de doelstellingen van de EU op het gebied van energie-efficiëntie en milieubescherming.